# Hawaiian Ocean View
Hawaiian Ocean View – jednostka osadnicza w Stanach Zjednoczonych, w stanie Hawaje, w hrabstwie Hawaiʻi.